# Phyllotreta ochripes
Phyllotreta ochripes är en skalbaggsart som först beskrevs av Curtis 1837.  Phyllotreta ochripes ingår i släktet Phyllotreta, och familjen bladbaggar. Arten är reproducerande i Sverige.

## Bildgalleri

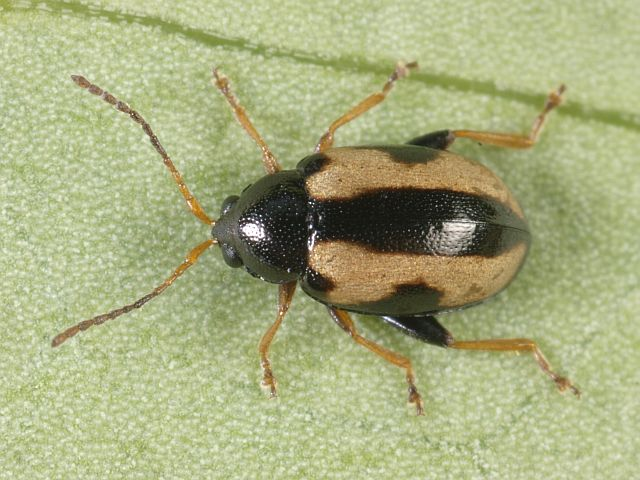